# Puerres (kommun)
Puerres är en kommun i Colombia.   Den ligger i departementet Nariño, i den sydvästra delen av landet, 600 km sydväst om huvudstaden Bogotá. Antalet invånare är 8 979.